# Olive de Kalamáta
Pour les articles homonymes, voir Kalamata (homonymie).

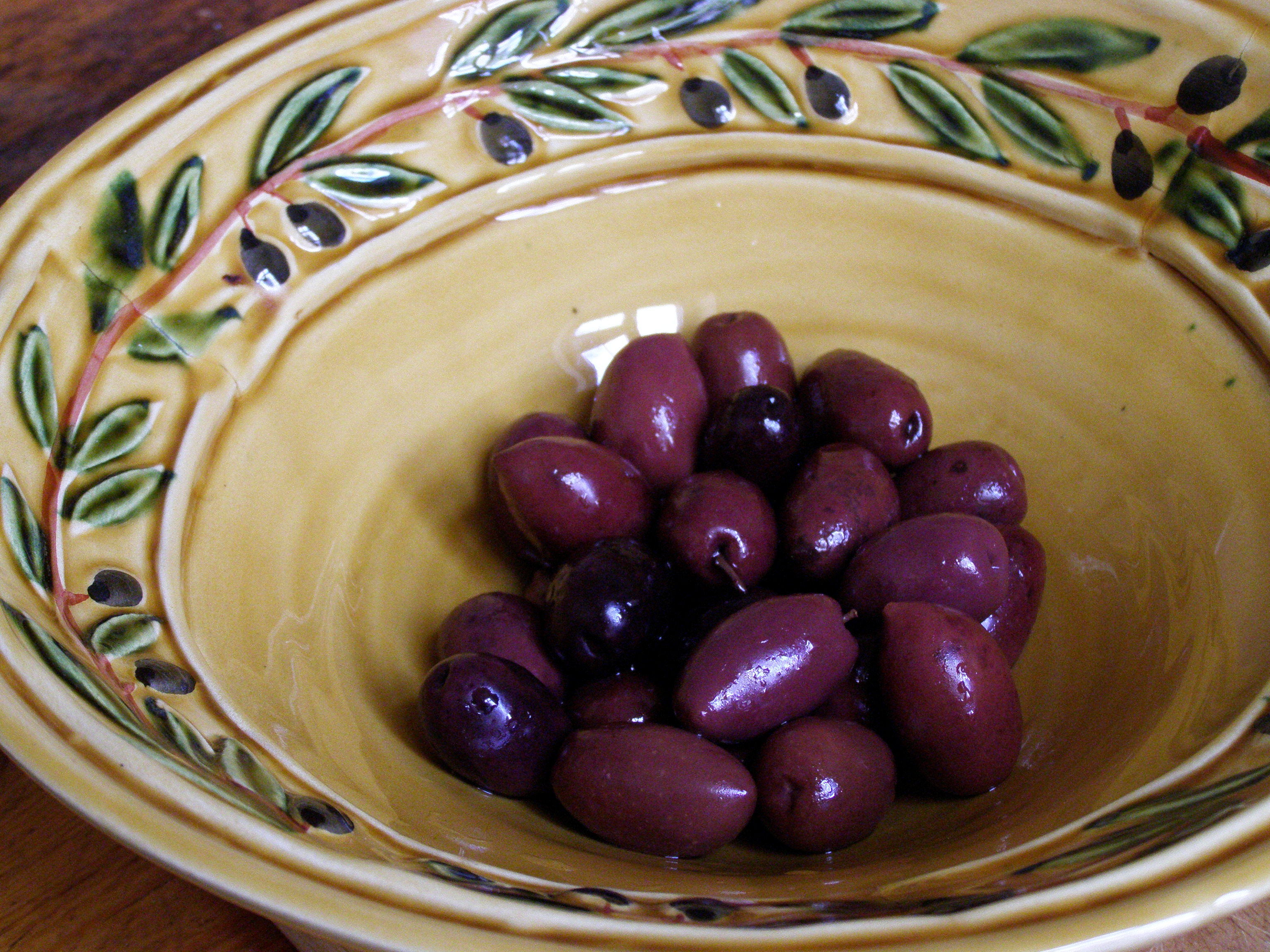
Des olives de Kalamáta dans une assiette creuse.

L'olive de Kalamáta (grec moderne : Ελιά Καλαμάτας) est une grande olive violette avec une texture lisse et charnue appelée d'après la ville de Kalamáta dans le sud du Péloponnèse, en Grèce. 
Les olives de Kalamáta sont protégées dans l'Union européenne par le statut d'AOP réservant la dénomination aux olives de cette variété cultivées dans la région de Messénie. Le nom désignant à la fois une origine géographique et une variété, les olives de cette variété cultivées ailleurs sont commercialisées sous le nom de « Kalamón » (Ελιά Καλαμών, olive de Kalamai, un ancien nom de Kalamata).

## Description
Les olives de Kalamáta AOP sont cultivées dans la région de Messénie. Elles sont en forme d'amande, dodues, violet foncé. L'arbre se distingue de l'olivier commun par la taille de ses feuilles, parfois le double d'autres variétés d'oliviers. Les arbres sont intolérants au froid et sont sensibles au flétrissement de Verticillium mais sont résistants au chancre de l'olivier et à la mouche de l'olive.

## Préparation
Souvent utilisées comme olives de table, elles sont habituellement conservées dans le vinaigre ou l'huile d'olive. La variété se prête bien à la réalisation d'huile d'olive ou de tapenade (avec de l'ail, anchois et huile d'olive) mais également dans les salades méditerranéennes, les plats de riz et les pizzas où leur goût distinctif rehausse la complexité des saveurs.  

## Récolte
Les olives de Kalamáta, qui ne peuvent pas être récoltées vertes, doivent être cueillies à la main pour éviter les ecchymoses.